# Milla náutica
La milla náutica o milla marina es una unidad de longitud empleada en navegación marítima y aérea. En la actualidad, la definición internacional, adoptada en 1929, es el valor convencional de 1852 m, que es aproximadamente la longitud de un arco de 1' (un minuto de arco, la sesentava parte de un grado sexagesimal) de latitud terrestre. Ha sido adoptada, con muy ligeras variaciones, por todos los países occidentales. Esta unidad de longitud no pertenece al Sistema Internacional de Unidades (SI).
La milla náutica deriva de la longitud sobre la superficie terrestre de un minuto de arco de latitud. Sesenta millas náuticas de latitud equivalen entonces a una diferencia de latitud de un grado. De ahí se deriva el uso de la milla náutica en navegación. Para distancias menores a una milla náutica, lo usual en el mundo náutico es utilizar décimas de milla náutica.
De la milla náutica se deriva también la medida de velocidad usada en el campo náutico, el nudo. Un nudo es una velocidad igual a una milla náutica por hora.
No existe un solo símbolo aceptado de forma universal. El SI da preferencia a M, pero también se usan mn, nmi, NM y nm (del inglés: nautical mile). No debe confundirse con la milla terrestre, estatutaria o inglesa, que todavía se emplea en algunos países anglosajones y equivale a 1609,344 m.

## Uso
La milla náutica y el nudo son prácticamente las únicas medidas de distancia y velocidad usadas en navegación marítima y aérea, ya que simplifican los cálculos de posición del observador. Esta posición se mide mediante las coordenadas geográficas de latitud (Norte o Sur) y longitud (Este u Oeste) a partir del ecuador y de un meridiano de referencia, usando grados sexagesimales. El problema del navegante es conocer la posición en grados y minutos de latitud y longitud tras haber recorrido una cierta distancia, o al revés (sabiendo las coordenadas actuales y del punto de destino, calcular la distancia a la que se encuentra). 
Mediante el uso de la trigonometría esférica es sencillo determinar la distancia esférica entre dos puntos conocidas sus coordenadas de latitud y longitud. Esta distancia esférica se obtiene en grados sexagesimales de modo que reduciendo el ángulo a minutos sexagesimales se obtiene, directamente, la distancia en millas náuticas.
Punto A: Latitud = 44°36′0″ N; Longitud = 4°55′10″ O.

Punto B: Latitud = 40°10′20″ N; Longitud = 12°10′0″ E.
 
Distancia esférica entre A y B = 12°46′5″ = 766' = 766 NM (millas náuticas). 
La obtención directa de la distancia esférica expresada en minutos sexagesimales explica el éxito de esta medida de distancia desde su utilización inicial en navegación marítima, normalmente grandes distancias y sobre la superficie del globo terrestre. Obviamente se utiliza la simplificación de considerar el globo terrestre esférico (realmente es un elipsoide).
Las cartas y los derroteros —también muchos mapas terrestres en proyección Mercator— permiten conocer las coordenadas de faros, cabos, islas, puntos de referencia (landmarks), etc., e incluso medir con un compás de puntas distancias esféricas (sobre los meridianos). Antes de la época actual que ha visto la popularización de sistemas de posicionamiento global por satélite (GPS, GLONASS, Galileo), en mar abierto se usaba el sextante para medir la altura observada de los astros respecto al horizonte, lo que permitía determinar la latitud del lugar. La medición de la longitud requería el uso de cronómetros y la observación del sol. La precisión en la determinación de la latitud y longitud se ha visto significativamente incrementada al usar sistemas de posicionamiento global por satélite.

## Aspectos históricos

Comparación visual de un kilómetro, una milla estatuaria y una milla náutica.

La palabra milla procede del latín y significa mil pasos: mille passus. La navegación en el mar se hacía a ojo hasta alrededor de 1500, cuando se desarrollaron los instrumentos de navegación y los cartógrafos empezaron a utilizar un sistema de coordenadas con paralelos de latitud y meridianos de longitud.
La referencia más antigua de 60 millas a un grado es un mapa de Nicolaus Germanus en una edición de 1482 de la Geografía de Ptolomeo que indica que un grado de longitud en el Ecuador contiene «milaria 60».  Un mapa manuscrito anterior de Nicolaus Germanus en una edición anterior de Geografía dice «unul gradul log. et latitud sub equinortiali formet stadia 500 que fanut miliaria 6212« (»un grado de longitud y latitud bajo el ecuador forma 500 stadia, que hacen 6212 millas").   Sea una corrección o conveniencia, no se explica la razón del cambio de 6212 a 60 millas por grado. Finalmente, la proporción de 60 millas por grado apareció en inglés en una traducción de 1555 de las Décadas de Pedro Mártir de Anglería: «[Ptolomeo] asignó asimismo a cada grado tres decenas de millas."
A finales del siglo XVI, los geógrafos y navegantes ingleses sabían que la relación entre las distancias en el mar y los grados era constante a lo largo de cualquier gran círculo (como el ecuador, o cualquier meridiano), suponiendo que la Tierra fuera una esfera. En 1574, William Bourne afirmó en Un regimiento para el mar la «regla para elevar un grado» practicada por los navegantes: «Pero tal y como yo lo veo, nosotros en Inglaterra deberíamos permitir 60 millas a un grado: esto es, después de 3 millas a una de nuestras leguas inglesas, por lo que 20 de nuestras leguas inglesas deberían corresponder a un grado. « Asimismo, Robert Hues escribió en 1594 que la distancia a lo largo de un gran círculo era de 60 millas por grado. Sin embargo, éstas se referían a la antigua milla inglesa de 5000 pies y a la legua de 15.000 pies, basándose en la subestimación de Ptolomeo de la circunferencia de la Tierra.  A principios del siglo XVII, los geógrafos ingleses empezaron a reconocer la discrepancia entre la medida angular de un grado de latitud y la medida lineal de las millas. En 1624 Edmund Gunter sugirió 352 000 pies por grado (586623 pies por minuto de arco). En 1633, William Oughtred sugirió 349.800 pies por grado (5830 pies por minuto de arco).  Tanto Gunter como Oughtred propusieron dividir un grado en 100 partes, pero su propuesta fue generalmente ignorada por los navegantes. La proporción de 60 millas, o 20 leguas, por grado de latitud permaneció fija, mientras que la longitud de la milla se revisó con mejores estimaciones de la circunferencia terrestre. En 1637, Robert Norwood propuso una nueva medida de 6120 pies para un minuto de arco de latitud, que estaba a 44 pies del valor actualmente aceptado para una milla náutica.
Dado que la Tierra no es una esfera perfecta, sino un esferoide oblato con los polos ligeramente achatados, un minuto de latitud no es constante, sino de unos 1.862 metros en los polos y 1.843 metros en el Ecuador. Francia y otros países métricos afirman que, en principio, una milla náutica es un minuto de arco de un meridiano a una latitud de 45°, pero se trata de una justificación moderna para un cálculo más mundano que se desarrolló un siglo antes. A mediados del siglo XIX, Francia había definido la milla náutica mediante la definición del metro original de 1791, una diezmillonésima parte de un cuarto de meridiano. Así que 10.000.000 m90 × 60 = 1.851,85 m ≈ 1.852 m se convirtió en la longitud métrica de la milla náutica. Francia la legalizó para la Armada francesa en 1906.
En 1929, la Primera Conferencia Hidrográfica Internacional Extraordinaria, reunida en Mónaco, fijó el valor de la milla náutica exactamente en 1.852 metros (un valor redondeado muy cercano a la longitud media de un arco de meridiano de un minuto, que es de 1.851,85 metros). Los países fueron adoptando esta convención, por ejemplo, Estados Unidos en 1954 y el Reino Unido en 1970.
Cuando se creó el Sistema Internacional de Unidades en 1960, la Oficina Internacional de Pesas y Medidas desaconsejó el uso de la milla náutica, pero en 1982 la Convención de las Naciones Unidas sobre el Derecho del Mar —CONVEMAR—, reunida en Montego Bay (Jamaica), adoptó la milla náutica como unidad de distancia para definir ciertos tipos de espacio marítimo (por ejemplo, aguas territoriales, zona contigua, zona económica exclusiva y plataforma continental). Esta Convención de Montego Bay es ahora una referencia en la definición del derecho del mar. Como consecuencia, ha contribuido a perpetuar el uso de la milla náutica.
En 2019, la Oficina Internacional de Pesas y Medidas dejó de reconocer el uso de la milla náutica Sin embargo, sigue siendo legal en algunos países.